# 松尾直彦
松尾 直彦（まつお なおひこ、1963年 - ）は、日本の弁護士（日本国及び米国ニューヨーク州）、元財務・金融官僚。西村あさひ法律事務所カウンセル。東京大学大学院法学政治学研究科客員教授。

## 人物
金融庁において金融商品取引法や関連法令の立案において中心的な役割を担った。2007年に、東京大学客員教授となるため退官したが、そのまま金融庁には復帰せずに2009年に弁護士に転身した。

## 経歴
- 1963年 岡山県生まれ[1]
- 1981年3月 灘高等学校卒業
- 1985年 司法試験合格・国家公務員I種試験合格
- 1986年3月 東京大学法学部卒業
- 1986年4月 大蔵省入省。銀行局総務課配属[2]

その後、内閣官房内閣内政審議室、仙台国税局花巻税務署長、大臣官房調査企画課・文書課各課長補佐、国際局開発金融課・開発政策課各課長補佐（総括） 
- 1989年6月 ハーバード・ロー・スクール法学修士（LL.M.）課程修了
- 1990年5月 米国ニューヨーク州弁護士登録
- 1996年3月 司法修習修了（第48期）
- 2001年7月 金融庁総務企画局政策課課長補佐(総括)
- 2002年7月 金融庁総務企画局国際課企画官
- 2005年8月 金融庁総務企画局市場課投資サービス法(仮称)法令準備室長兼政策課法務室長
- 2006年7月 金融庁総務企画局市場課金融商品取引法令準備室長兼政策課法務室長
- 2007年8月 東京大学公共政策大学院客員教授
- 2008年 東京大学大学院法学政治学研究科客員教授
- 2009年 弁護士登録（第二東京弁護士会）、西村あさひ法律事務所カウンセル就任

## 著作

### 単著
- 『アメリカ金融制度の新潮流』(金融財政事情研究会，1996年)
- 『Q&Aアメリカ金融改革法―ドッド=フランク法のすべて』(金融財政事情研究会，2010年)
- 『金融商品取引法』(商事法務，初版2011年，第2版2013年，第3版2014年)
- 『最新インサイダー取引規制―平成25年改正金商法のポイント』(金融財政事情研究会，2013年)
- 『第二種金融商品取引業　実務必携』(一般社団法人第二種金融商品取引業協会，2013年)

### 共著
- 『金融商品取引法セミナー　公開買付け・大量保有報告編』(有斐閣，2010年)
- 『金融商品取引法セミナー　開示制度・不公正取引・業規制編』(有斐閣，2011年)

### 編著
- 『一問一答　金融商品取引法』(商事法務，2006年(改訂版，2008年))

### 共編著
- 『実務論点　金融商品取引法』(金融財政事情研究会，2008年)
- 『金商法実務ケースブックI　判例編』(商事法務，2008年)
- 『金商法実務ケースブックII　行政編』(商事法務，2008年)
- 『金融商品取引法コンメンタール4―不公正取引規制・課徴金・罰則』(商事法務，2011年)

### 共訳
- 『アメリカ金融機関法』(木鐸社，1994年)